# N279 (België)
De N279 is een gewestweg in België tussen Orsmaal (N3) en Petit-Rosière. De weg heeft een lengte van ongeveer 28 kilometer.
De gehele weg bestaat uit twee rijstroken in beide rijrichtingen samen. 

## Plaatsen langs N279
- Orsmaal
- Gussenhoven
- Overhespen
- Eliksem
- Ezemaal
- Neerheylissem
- Hélécine
- Opheylissem
- Noduwez
- Orp-le-Grand
- Orp-Jauche
- Geten
- Gérompont
- Petit-Rosière